# Старикове
Старико́ве — село в Україні, у Шалигинській селищній громаді Шосткинського району Сумської області. Населення становить 280 осіб.

## Географія
Село Старикове знаходиться на лівому березі річки Обеста, вище за течією на відстані 3 км розташоване село Козине (Курська область), нижче за течією на відстані 4 км розташований смт Шалигине. До села примикає лісовий масив (дуб). Поруч із селом проходить кордон з Росією. До м. Глухова — 18 км.

## Історія
- Відоме з XVIII ст.

З 1917 — у складі УНР, з квітня 1918 — у складі Української Держави Гетьмана Павла Скоропадського. З 1921 у складі УРСР.
12 червня 2020 року, відповідно до розпорядження Кабінету Міністрів України № 723-р «Про визначення адміністративних центрів та затвердження територій територіальних громад Сумської області», село увійшло до складу Шалигинської селищної громади.
19 липня 2020 року, в результаті адміністративно-територіальної реформи та ліквідації Глухівського району, село увійшло до складу новоутвореного Шосткинського району.

#### Російське вторгнення в Україну (з 2022)
3 березня 2023 року о 09:25 війська РФ обстрілювали, ймовірно з мінометів, село. Зафіксовано 5 прильотів. Внаслідок обстрілу загинув місцевий мешканець. В населеному пункті пошкоджено лінію електропередач.
24 травня 2024 року по селу з боку російського агресора зафіксовано 7 вибухів, ймовірно ФПВ-дрони.
8 липня 2024 року село обстріляли з 120 мм міномета. Було чотири вибухи.
28 липня 2024 року село знову обстріляли російські агресори. Зафіксовано 2 вибухи, ймовірно міномет 82 мм.    
1 серпня 2024 року село знову обстріляв російський агресор. Зафіксовано 2 вибухи, ймовірно міномет 120 мм.    
14 серпня 2024 року село зазнало чергової атаки агресора. Оперативне командування "Північ"  зафіксувало 6 вибухів, ймовірно міномет 120 мм; 2 обстріли: 6 вибухів, ймовірно ФПВ-дрон.      
17 серпня 2024 року оперативне командування «Північ» повідомило про обстріли Сумської області. Серед постраждалих населених пунктів село Старикове – 2 обстріли: 5 вибухів, ймовірно КАБ.     
26 серпня 2024 року російські загарбники продовжували обстрілювати прикордонні території Сумської області. Зокрема в селі було зафіксовано 4 вибухи, ймовірно міномет 120 мм.      
27 серпня 2024 року оперативне командування “Північ” інформує про обстріли села. Зафіксовано 21 вибух, ймовірно РСЗВ.       

## Пам'ятки
- Шалигинський ландшафтний заказник — ландшафтний заказник загальнодержавного значення.

## Відомі люди
- Кононов Георгій Олександрович (1896—1975) — український радянський живописець.
- Кришкін Василь Трохимович — (1926—1998) — червоноармієць Робітничо-селянської Червоної Армії, учасник Німецько-радянської війни, Герой Радянського Союзу (1945).